# NGC 3780
NGC 3780 é uma galáxia espiral (Sc) localizada na direcção da constelação de Ursa Major. Possui uma declinação de +56° 16' 14" e uma ascensão recta de 11 horas, 39 minutos e 21,9 segundos.
A galáxia NGC 3780 foi descoberta em 14 de Abril de 1789 por William Herschel.